# Cymophorus squamosus
Cymophorus squamosus är en skalbaggsart som beskrevs av Hermann Julius Kolbe 1897. Cymophorus squamosus ingår i släktet Cymophorus och familjen Cetoniidae.

## Underarter
Arten delas in i följande underarter:
- C. s. morettoi
- C. s. albosquamosus